# کردچو
کردچو (به ترکی آذربایجانی: Kürdçü) یک منطقهٔ مسکونی در جمهوری آذربایجان است که در شهرستان حاجی‌قبول واقع شده‌است.